# Émile Albrecht
Émile Albrecht (30 dicembre 1899 – 11 febbraio 1927) è stato un canottiere svizzero.

## Palmarès

### Olimpiadi
- 2 medaglie:
  - 1 oro (Parigi 1924 nel quattro con)
  - 1 bronzo (Parigi 1924 nel quattro senza)

### Europei
- 4 medaglie:
  - 4 ori (Amsterdam 1921 nel quattro con; Amsterdam 1921 nell'otto; Como 1923 nel quattro con; Zurigo 1924 nel quattro con)